# 斯洛伐克驻土耳其大使馆
斯洛伐克共和国驻土耳其共和国大使馆，是斯洛伐克共和国在土耳其共和国的最高外交代表机构，下辖斯洛伐克驻伊斯坦布尔总领事馆。斯洛伐克现任驻土耳其大使是扬·普谢尼察（Ján Pšenica），于2020年上任。

## 历史
土耳其与捷克斯洛伐克的外交关系始于1924年，1939年捷克斯洛伐克被纳粹德国占领后两国关系被迫中止。1945年后，两国恢复外交关系，但由于1948年捷克斯洛伐克将国内的土耳其企业国有化而未能与土耳其达成赔偿协议，两国关系的进一步发展受到了限制。
1993年1月1日天鵝絨分離，捷克斯洛伐克解体。土耳其随即承认了新成立的捷克和斯洛伐克，并于1月4日与斯洛伐克建立了外交关系，两国互设了大使馆。

## 职责
斯洛伐克共和国驻安卡拉大使馆负责土耳其共和国的斯洛伐克外交和领事事务，其主要职责包括：
- 保护和促进斯洛伐克共和国、其臣民和公民的利益和权利；
- 与土耳其保持和发展全面的政治对话和友好关系，反映斯洛伐克共和国的外交政策利益、斯洛伐克共和国在欧盟的成员资格和盟国的承诺；
- 向斯洛伐克共和国公民提供领事保护和协助；
- 将斯洛伐克展示为一个进步、现代和成功的国家；
- 在经济、科技、教育、体育、文化合作等领域寻找发展机遇。

## 历任大使
| 姓名                | 斯洛伐克语        | 任职年份      |
| ------------------- | ----------------- | ------------- |
| 扬·塞莱普切尼       | Ján Szelepcsényi  | 1993年—1994年 |
| 弗拉基米尔·洛门     | Vladimír Lomen    | 1994年—1997年 |
| 乌尔班·鲁斯纳克     | Urban Rusnák CDI  | 1997年        |
| 扬·利舒赫           | Ján Lišuch        | 1997年—2003年 |
| 维克多·鲍尔         | Viktor Bauer      | 2003年—2007年 |
| 弗拉基米尔·雅卡布钦 | Vladimír Jakabčin | 2007年—2012年 |
| 米兰·扎哈尔         | Milan Zachar      | 2012年—2015年 |
| 安娜·图雷尼乔娃     | Anna Tureničová   | 2015年—2020年 |
| 扬·普谢尼察         | Ján Pšenica       | 2020年—至今   |